# Заґужиця
Заґужиця (пол. Zagórzyca) — село в Польщі, у гміні Дамниця Слупського повіту Поморського воєводства.
Населення — 320 осіб (2011).
У 1975-1998 роках село належало до Слупського воєводства.

## Демографія
Демографічна структура станом на 31 березня 2011 року:
|          | Загалом | Допрацездатний вік | Працездатний вік | Постпрацездатний вік |
| -------- | ------- | ------------------ | ---------------- | -------------------- |
| Чоловіки | 158     | 33                 | 105              | 20                   |
| Жінки    | 162     | 27                 | 96               | 39                   |
| Разом    | 320     | 60                 | 201              | 59                   |